# چدار، سامرست
چدار (به انگلیسی: Cheddar) یک روستا و محله مدنی در بریتانیا است که در سژمور واقع شده‌است. چدار ۵٬۷۵۵ نفر جمعیت دارد.

## خواهرخوانده
شهر فلسبرگ (هسن) خواهرخواندهٔ چدار، سامرست هست.